# Ramię za milion dolarów
Ramię za milion dolarów (ang. Million Dollar Arm) – amerykański dramat filmowy z 2014 roku w reżyserii Craiga Gillespie. W głównej roli wystąpił Jon Hamm. Film miał premierę 9 maja 2014 roku.

## Fabuła
Historia agenta sportowego J.B. Bernsteina, który sięgając się ostatniej deski ratunku swojej kariery postawił wszystko na jedną kartę i zrealizował projekt mający na celu pozyskanie dwójki hinduskich graczy krykieta do amerykańskiej baseballowej drużyny Pittsburgh Pirates.

## Obsada
- Jon Hamm jako J.B. Bernstein
- Aasif Mandvi jako Ash Vasudevan
- Lake Bell jako Brenda Paauwe
- Bill Paxton jako Tom House
- Suraj Sharma jako Rinku
- Madhur Mittal jako Dinesh
- Alan Arkin jako Ray Poitevint
- Al Sapienza jako Pete
- Allyn Rachel jako Theresa
- Tzi Ma jako Chang
- Gregory Alan Williams jako Doug[1]

## Produkcja
Okres zdjęciowy trwał w lipcu 2013 roku. Film kręcono w miejscowościach Atlanta i Kennesaw w stanie Georgia oraz w Los Angeles w Kalifornii, a także na terenie Indii (Mumbaj).

## Odbiór

### Box Office
Budżet filmu jest szacowany na 25 milionów dolarów. W Stanach Zjednoczonych film zarobił 36,4 mln USD. W innych krajach przychody wyniosły ponad 2 mln, a łączny przychód ze sprzedaży biletów około 38,4 miliona dolarów.

### Reakcja krytyków
Film spotkał się ze średnią reakcją krytyków. W agregatorze recenzji Rotten Tomatoes 65% z 148 recenzji uznano za pozytywne, a średnia ocen wyniosła 6,1 na 10. Z kolei w agregatorze Metacritic średnia ważona ocen z 38 recenzji wyniosła 56 punktów na 100.

## Nagrody i nominacje
| Nagroda            | Kategoria                         | Wynik     |
| ------------------ | --------------------------------- | --------- |
| Teen Choice Awards | Ulubiony dramat kinowy            | nominacja |
| Teen Choice Awards | Ulubiony aktor dramatu (Jon Hamm) | nominacja |